# Каммельталь
Каммельталь (нім. Kammeltal) — громада в Німеччині, знаходиться в землі Баварія. Підпорядковується адміністративному округу Швабія. Входить до складу району Гюнцбург.
Площа — 41,74 км2. Населення становить 3351 ос. (станом на 31 грудня 2020).